# 우그라세나
우그라세나(산스크리트어: उग्रसेन)는 마하바라타와 바가바타 푸라나에 등장하는 수라세나의 왕이자 야두반시 왕조의 일원이다.